# Holton (Somerset)
Holton is een civil parish in het bestuurlijke gebied South Somerset, in het Engelse graafschap Somerset met 225 inwoners.